# 萩市総合情報施設
萩市総合情報施設（はぎしそうごうじょうほうしせつ）は、山口県萩市が運営するケーブルテレビ施設。略称はHICで、情報政策課が担当している。

## サービスエリア
2005年3月6日の市町村合併以前の、阿武郡川上村・むつみ村・旭村・福栄村地域

## 沿革
- 1996年（平成8年）
  - 4月1日 - 旭村に「旭村有線テレビ放送センター」開局。
  - 7月1日 - むつみ村に「むつみ村有線テレビ放送センター」開局。
- 2001年（平成13年）6月1日 - 川上村に「川上村総合情報施設」、福栄村に「福栄村総合情報施設」開局、各施設とも「農村多元情報システム施設」として設置された。[1]。
- 2005年（平成17年）3月6日 - 市町村合併により新・萩市成立。4施設は運営統合され「萩市総合情報施設」となる。
- 時期不詳 - 地上デジタル放送対応と高速インターネット接続を目的としてFTTH化。
- 2009年（平成21年）7月1日 - 地上デジタル放送対応。

## 本部施設所在地
全て萩市。合併前に設置されたものであり、旧村毎に本部施設がある。
- 萩市旭総合情報センター - 大字佐々並2662番地6
- 萩市むつみ総合情報センター - 大字吉部上3201番地8
- 萩市川上総合情報センター - 川上4462番地1
- 萩市福栄総合情報センター - 大字福井下4013番地3

## 主な放送チャンネル

### 地上波系列別再送信局
| 地域       | NHK-G   | NHK-E   | NNN/NNS  | ANN          | JNN        | TXN         | FNN/FNS      | JAITS |
| ---------- | ------- | ------- | -------- | ------------ | ---------- | ----------- | ------------ | ----- |
| 旭・むつみ | NHK山口 | NHK山口 | 山口放送 | 山口朝日放送 | テレビ山口 | TVQ九州放送 | テレビ西日本 |       |
| 川上・福栄 | NHK山口 | NHK山口 | 山口放送 | 山口朝日放送 | テレビ山口 |             | テレビ西日本 |       |

### テレビ局
| デジタル (ID) | 放送局               | 備考                 |
| ------------- | -------------------- | -------------------- |
| D011(1)       | NHK山口総合          |                      |
| D021(2)       | NHK山口Eテレ         |                      |
| D031(3)       | テレビ山口           |                      |
| D041(4)       | 山口放送             |                      |
| D051(5)       | 山口朝日放送         |                      |
| D071(7)       | TVQ九州放送          | 川上・福栄地域を除く |
| D081(8)       | TNCテレビ西日本      |                      |
| D121(12)      | 自主放送             |                      |
| D122(12)      | 自主放送（気象情報） |                      |
| BS101(1)      | NHK BS               |                      |
| BS141～143(4) | BS日テレ             |                      |
| BS151～153(5) | BS朝日               |                      |
| BS161～163(6) | BS-TBS               |                      |
| BS171～173(7) | BSテレ東             |                      |
| BS181～183(8) | BSフジ               |                      |
| BS211(11)     | BS11イレブン         |                      |
| BS222(12)     | BS12トゥエルビ       |                      |
| BS231         | 放送大学テレビ       |                      |
| BS531         | 放送大学ラジオ       |                      |
| BS4K101(1)    | NHK BSプレミアム4K   |                      |
| BS4K141(4)    | BS日テレ 4K          |                      |
| BS4K151(5)    | BS朝日 4K            |                      |
| BS4K161(6)    | BS-TBS 4K            |                      |
| BS4K171(7)    | BSテレ東 4K          |                      |
| BS4K181(8)    | BSフジ 4K            |                      |

- 地上デジタル放送は市販の地上デジタルテレビやチューナーで視聴できるパススルー方式としている。
- BSデジタル放送はデジタルSTBにより視聴する方式である。
- 合併当時、山口県内の地上波テレビ放送5波が再送信されていた。その他に県外の地上波テレビ放送は旧村毎に放送の数が違う。また、BS放送・FM放送の再送信もあった[1]。
- 合併当時、各村とも音声告知放送が実施されており、現在も継続している。音声告知放送のみを利用する加入もできる。

## 通信サービス その他の機能
- 合併当時[1]、川上村・福栄村には「CATV電話」「農業情報ネットワーク」のサービスがあった。
- 合併当時、むつみ村・福栄村には「在宅健康管理システム」のサービスがあった。
- 合併当時、むつみ村・旭村・福栄村にはCATVを利用した「農業気象情報のための気象観測ロボット」「集落排水監視」のシステムがあった。旭村には、CATVを利用した「公共施設ネットワークシステム」があった。
- 2010年4月1日に「HIC光」[2]の呼称でFTTH方式となった施設により最大100Mbpsのインターネット接続サービスが開始された。